# Atletisme als Jocs Olímpics d'Estiu de 2024 - Salt de llargada femení
La prova de Salt de llargada femenina d'Atletisme als Jocs Olímpics de París 2024 serà la 20a edició de l'esdeveniment en unes Olimpíades. La prova es disputarà entre el 6 i el 8 d'agost del 2024 a l'Stade de France de París.
L'alemanya Malaika Mihambo és la vigent campiona de la disciplina olímpica, després de guanyar la medalla d'or als Jocs Olímpics de Tòquio 2020. La medalla de plata la va guanyar l'estatunidenca Brittney Reese i la medalla de bronze fou per la nigeriana Ese Brume.
L'équip dels Estats Units és la selecció més guardonada, amb 3 medalles d'or, 3 medalles de plata i 3 medalles de bronze, en les 19 edicions que l'esdeveniment ha estat present als Jocs Olímpics. L'atleta de la República Democràtica Alemanya, Heike Drechsler, amb 2 medalles d'or i 1 medalla de plata, és l'atleta més guardonada en tota la història de la competició.

## Format
La prova de salt de llargada consisteix en fer un salt sobre un banc de sorra en pla horitzontal. L'atleta que faci el salt més llarg és el què guanya la prova. La competició començarà amb totes les atletes classificades, competint en 2 grups diferents. Com a mínim 12 atletes passaran a la final. Si aconsegueixen superar la longitud de referència passaran directament a la final i si no ho fan, han de quedar entres les 12 posicions més elevades dels dos grups en general. A la final, les 3 atletes que aconsegueixin fer un salt més llarg, guanyaran les medalles.

## Classificació
Hi ha dues maneres de classificar-se per la prova olímpica. La forma principal és superant la marca estàndard de classificació (que per aquesta edició es troba en els 6,86 metres), en qualsevol prova organitzada o supervisada per la Federació Internacional d'Atletisme, entre l'1 de juliol de 2023 i el 30 de juny de 2024. Depenent dels llocs que sobrin es podran classificar les atletes que no hagin aconseguit aquesta marca mitjançant les places universals i el rànquing atlètic i fent prevaler la diversitat geogràfica. S'ha de tenir en compte que només es podran classificar un màxim de 3 atletes per país i en cas que sigui superior, cada federació haurà d'escollir les 3 saltadores que consideri per participar en les Olimpíades.
| Mètode de classificació | Places | País         | Atleta classificada |
| ----------------------- | ------ | ------------ | ------------------- |
| Marca estàndard - 6.86m | 3      | Estats Units | Quanesha Burks      |
| Marca estàndard - 6.86m | 3      | Estats Units | Tara Davis-Woodhall |
| Marca estàndard - 6.86m | 3      | Estats Units | Jasmine Moore       |
| Marca estàndard - 6.86m | 2      | Alemanya     | Mikaelle Assani     |
| Marca estàndard - 6.86m | 2      | Alemanya     | Malaika Mihambo     |
| Marca estàndard - 6.86m | 2      | Sèrbia       | Milica Gardasevic   |
| Marca estàndard - 6.86m | 2      | Sèrbia       | Ivana Spanovic      |
| Marca estàndard - 6.86m | 1      | Burkina Faso | Marthe Koala        |
| Marca estàndard - 6.86m | 1      | Colòmbia     | Natalia Linares     |
| Marca estàndard - 6.86m | 1      | Itàlia       | Larissa Iapichino   |
| Marca estàndard - 6.86m | 1      | Japó         | Sumire Hata         |
| Marca estàndard - 6.86m | 1      | Nigèria      | Ruth Usoro          |
| Marca estàndard - 6.86m | 1      | Romania      | Alina Rotaru        |
| Rànquing atlètic        | 1      |              |                     |
| Places universals       | 1      |              |                     |

## Medaller històric
| Posició | País                | Or | Argent | Bronze | Total |
| ------- | ------------------- | -- | ------ | ------ | ----- |
| 1       | Estats Units        | 3  | 4      | 3      | 10    |
| 2       | Alemanya            | 3  | 0      | 1      | 4     |
| 3       | URSS                | 2  | 1      | 6      | 9     |
| 4       | Romania             | 2  | 1      | 0      | 3     |
| 5       | Rússia              | 1  | 2      | 2      | 5     |
| 6       | Alemanya de l'Est   | 1  | 2      | 0      | 3     |
| 6       | Polònia             | 1  | 2      | 0      | 3     |
| 8       | Regne Unit          | 1  | 1      | 2      | 4     |
| 9       | Nigèria             | 1  | 1      | 1      | 3     |
| 10      | Alemanya Occidental | 1  | 0      | 0      | 1     |
| 10      | Brasil              | 1  | 0      | 0      | 1     |
| 10      | Nova Zelanda        | 1  | 0      | 0      | 1     |
| 10      | Hongria             | 1  | 0      | 0      | 1     |
| 14      | Itàlia              | 0  | 2      | 0      | 2     |
| 15      | Equip Unificat      | 0  | 1      | 0      | 1     |
| 15      | Bulgària            | 0  | 1      | 0      | 1     |
| 15      | Argentina           | 0  | 1      | 0      | 1     |
| 18      | Txecoslovàquia      | 0  | 0      | 1      | 1     |
| 18      | Sèrbia              | 0  | 0      | 1      | 1     |
| 18      | Jamaica             | 0  | 0      | 1      | 1     |
| 18      | Suècia              | 0  | 0      | 1      | 1     |